# Rosa Roth – In Liebe und Tod
In Liebe und Tod ist ein deutscher Fernsehfilm von Carlo Rola aus dem Jahr 1994. Es handelt sich um den Pilotfilm der ZDF-Kriminalfilmreihe Rosa Roth mit Iris Berben in der Titelrolle einer Kriminalkommissarin der Berliner Mordkommission, die es in ihrem ersten Fall mit einem Anschlag auf den russischen Waffenhändler Raskow (Hans-Michael Rehberg) zu tun bekommt, bei dem versehentlich ein 14-jähriges Mädchen getötet wird. Roth sucht gemeinsam mit ihren Kollegen Charly Kubick (Jockel Tschiersch) und Jürgen Roeder (Zacharias Preen) sowie mit Unterstützung ihrer Büroleiterin Karin von Lomanski (Carmen-Maja Antoni) nach dem Attentäter. 
Die Haupt-Gaststars dieser Folge sind Dieter Kirchlechner, Thomas Bestvater, Sebastian Koch, Rüdiger Vogler, Udo Kier und Lutz Mackensy. TV Spielfilm führte aus: „‚Rosa Roth‘ avancierte schnell zum Dauerbrenner. Iris Berben gewann Format und Fans als Kommissarin, die mit kühlem Kopf und weiblichem Spürsinn Täter und Taten erforscht.“ Das ZDF befand: „Mordkommissarin Rosa Roth (Iris Berben) gibt in dieser Krimi-Reihe täglich alles, um Tätern auf die Spur zu kommen. Nicht selten kommt es vor, dass die Fälle einen Einfluss auf ihr Privatleben nehmen.“ Weiter befand der Sender: „Das Programm ist auch ein historisches Zeitdokument, das gesellschaftliche Themen aus damaliger Sicht spiegelt.“

## Handlung
Dem Film vorangestellt ist folgendes Zitat: „Der Regen kehrt nicht zurück nach oben. Wenn die Wunde nicht mehr schmerzt schmerzt die Narbe.“ (Bertolt  Brecht)
Die Kriminalkommissarin Rosa Roth von der Berliner Mordkommission ermittelt mit ihrem Team in dem Todesfall der 14-jährigen Siliva Witt, die bei einem geplanten Attentat auf den russischen Waffenschieber Nikolai Raskow, unbeabsichtigt erschossen worden ist. 
Roths Arbeit wird immer wieder von dem hitzköpfigen LKA-Beamten Kriminaloberrat Kurt Steinkopf behindert, der alles, was mit Raskow zu tun hat, als seinen eigenen Fall ansieht. Steinkopf hat neben Rolf Kage auch Georg Gössler als verdeckten Ermittler bei Raskow einschleusen können, ohne dass der eine vom anderen weiß. Als Gössler von Steinkopf darüber informiert wird, dass er zweigleisig fährt, ist er davon alles andere als begeistert. Er habe immer allein gearbeitet und außerdem habe Steinkopf ihn doch über so eine wichtige Tatsache nicht im Unklaren lassen dürfen, beschwert er sich vehement.
Rosa Roth ist mit Kage liiert, was beide aus verständlichen Gründen geheim halten müssen. Ihre gemeinsamen Treffen finden in einem abseits gelegenen Hotel statt. Hier kommt es auch dazu, dass Kage, der am Fenster steht, kaltblütig von einem Heckenschützen erschossen wird. Roth muss das mit ansehen, ohne etwas tun zu können. Steinkopf kümmert der Tod des von ihm eingesetzten Beamten wenig, im Gegenteil meint er, dass Kage ein Verräter gewesen und inzwischen zu Raskow übergelaufen sei. So hat es ihm auch Gössler bestätigt.
Nach einer Verfolgung kann der Scharfschütze, der Silvia Witt erschossen hat, gestellt werden. Er bedauert das, streitet aber ab, etwas mit dem Tod von Kage zu tun zu haben. Auf dem Weg in Krankenhaus stirbt er. Roth streut Gerüchte, auf die Steinkopf anspringt und zwingt Raskow und seine Leute so zu einem nächtlichen Treffen mit Gössler. Er ist derjenige, der übergelaufen war, da er der Bezahlung durch Raskow nicht widerstehen konnte. In seiner Angst, dass Kage ihn auffliegen lassen könnte, hatte er ihn erschossen. Dass es so weit gekommen ist und Rosa Roth ihre große Liebe verloren hat, liegt auch in der Verantwortungslosigkeit von Steinkopf. 

## Produktionsnotizen
Der Film wurde 1993 in Berlin und Umgebung gedreht.
Die Aufnahmeleitung lag bei Christian Dressler und Tatjana Pagels, die Produktionsleitung bei Jürgen Schmidt und die Redaktion bei Klaus Bassiner. Als Produzent trat Norbert Sauer auf; Cornelia Dohrn und Oliver Berben, der Sohn der Hauptdarstellerin, hatten die Regieassistenz inne.

## Rezeption

### Kritik
Die Kritiker der Fernsehzeitschrift TV Spielfilm vergaben an den Film die bestmögliche Wertung, zeigten mit dem Daumen nach oben. und zogen das Resümee: „Frauenpower im Großstadtdschungel“.
Die Redaktion des Fernsehmagazins Prisma gab dem Film drei von fünf möglichen Sternen und führte aus: „Rosa Roth löst die Fälle auf ihre Art und Weise mit einer Mischung aus harter kriminalistischer Arbeit, einer gehörigen Portion Spürsinn und weiblicher Intuition. Krimi-Veteran Felix Huby, auf dessen Idee ‚Rosa Roth – In Liebe und Tod‘ beruht, hat einen Leitsatz für Rosa Roth kreiert: ‚Ich will dahinterkommen, warum Menschen anderen Menschen Gewalt antun können.‘“

### Veröffentlichung
Die erste Folge dieser Ufa Fernsehproduktion im Auftrag des ZDF wurde am 5. November 1994 zur Hauptsendezeit im ZDF erstausgestrahlt.
Die ersten sechs Folgen der Reihe wurden von Studio Hamburg Enterprises am 25. Mai 2012 auf DVD herausgegeben.

### Nachwirkung
Im 31. und letzten Fall der Reihe, Der Schuss, wird gegen den russischen Waffenhändler Raskow erneut ein Gerichtsverfahren eröffnet.